# رالته
رالته Raalte  هي بلدية ومدينة بمقاطعة أوفرآيسل بهولندا.

## طوبوغرافيا
خريطة طوبوغرافية هولندية لبلدية رالته، يونيو 2015، (تقرأ بعد ثلاث نقرات على الخريطة).

## معرض صور

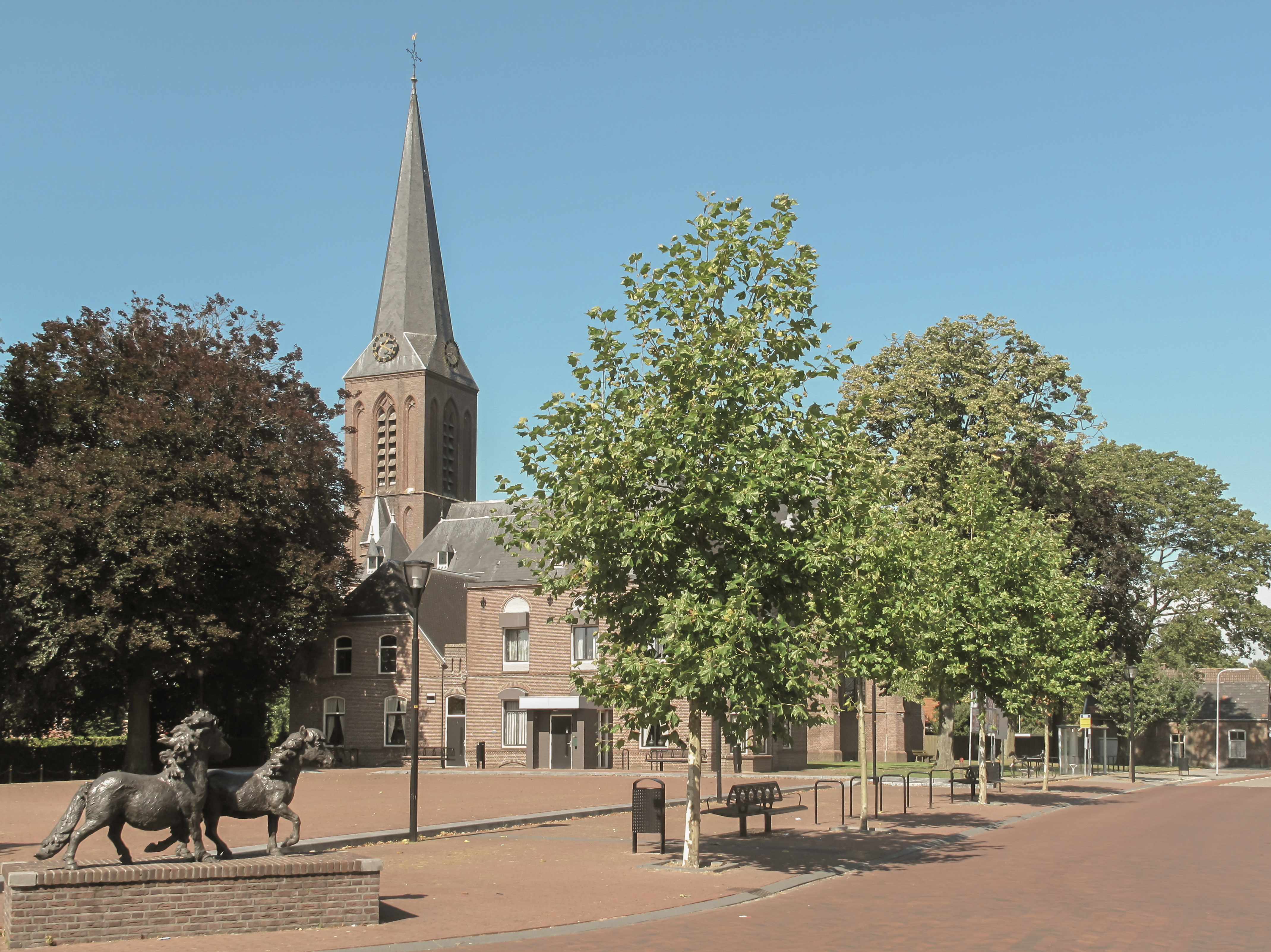
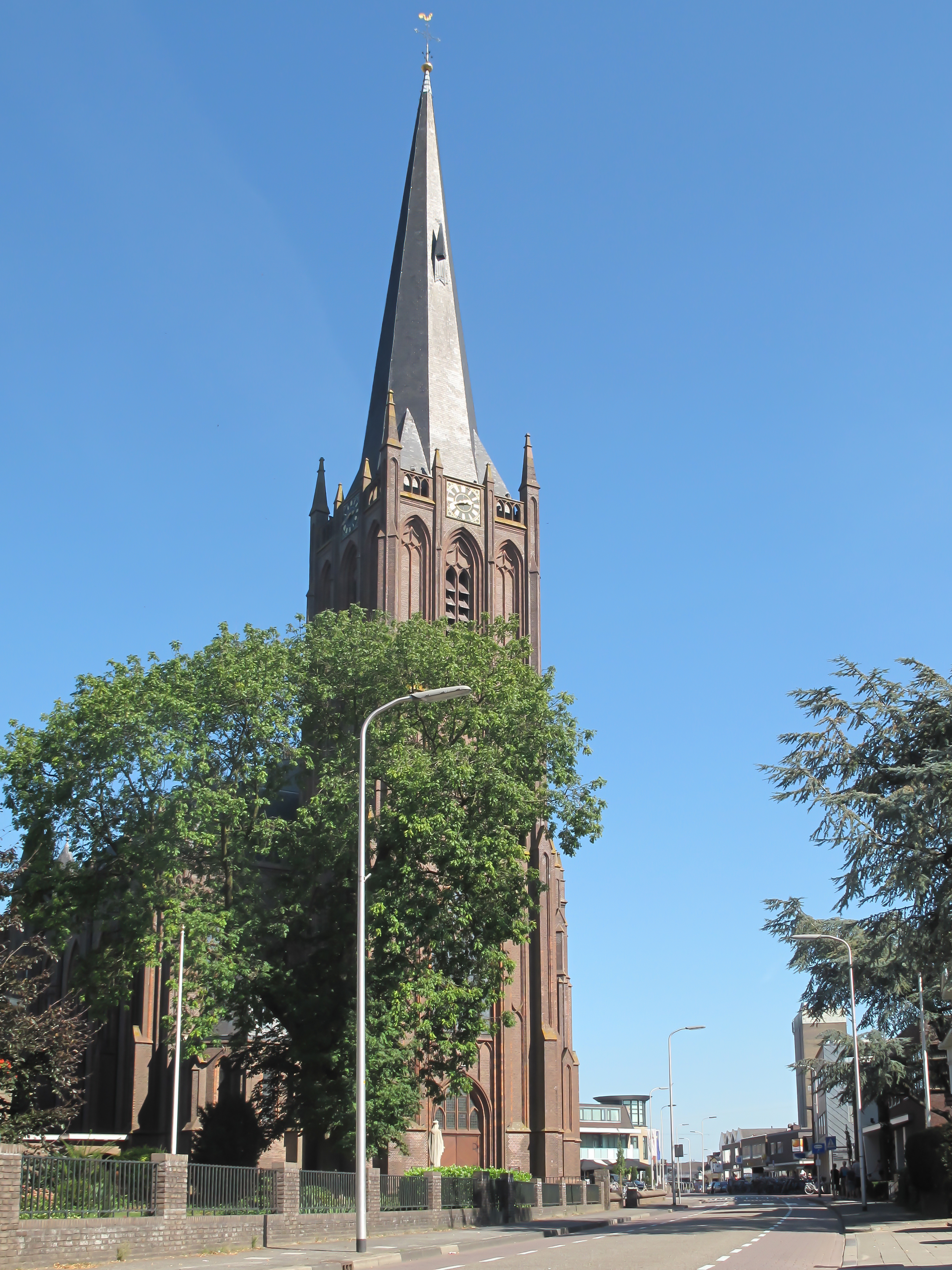
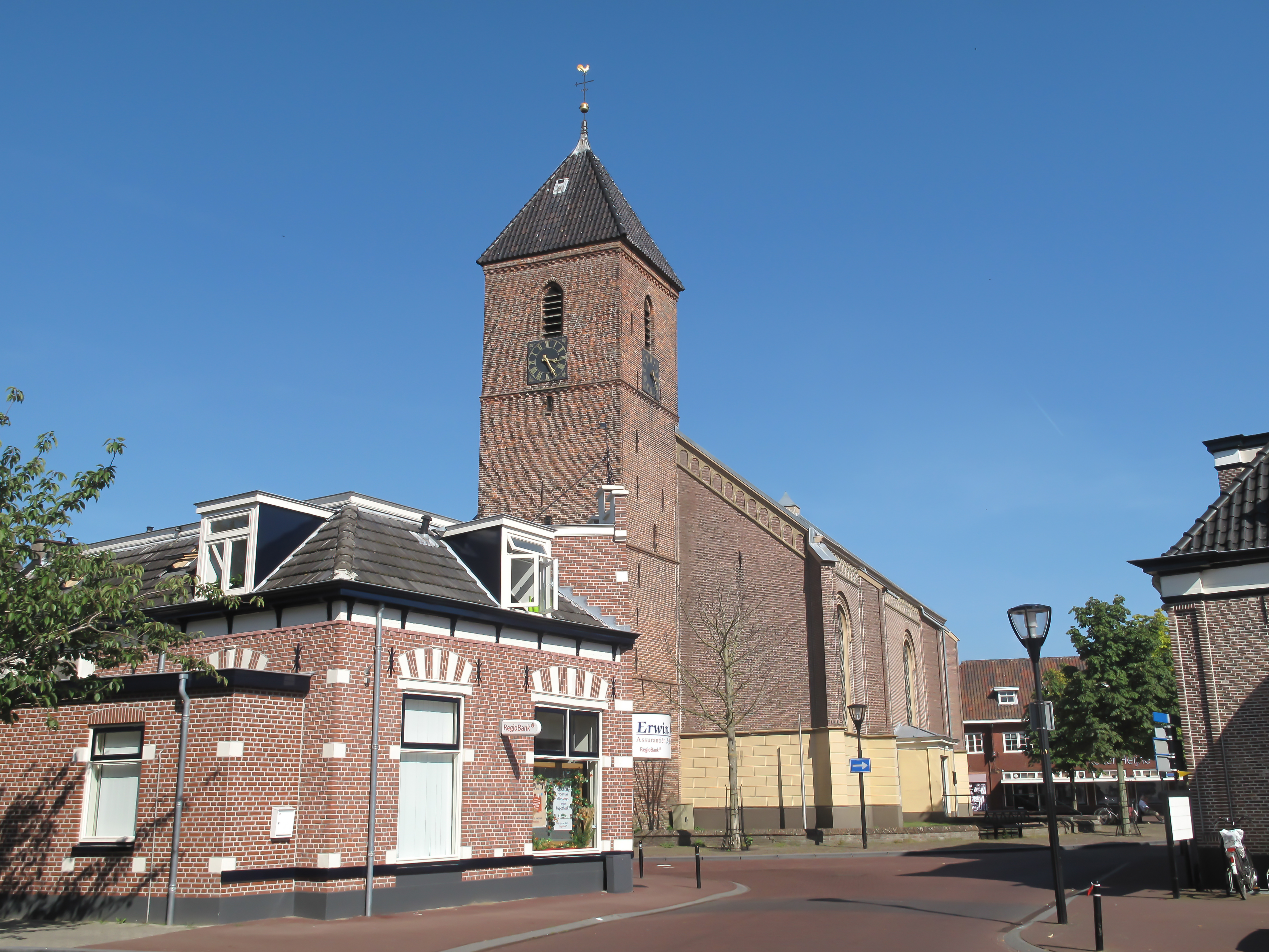
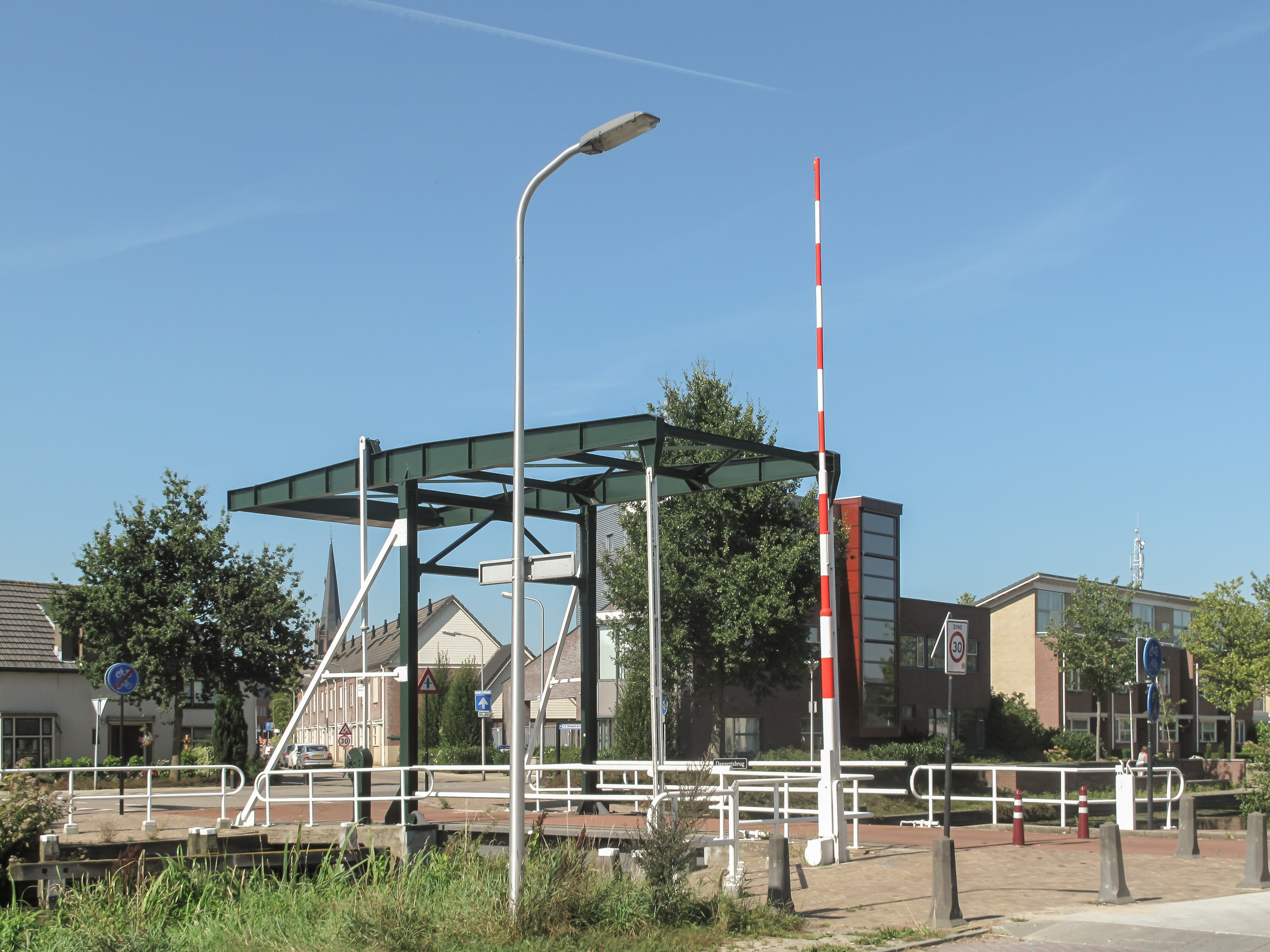
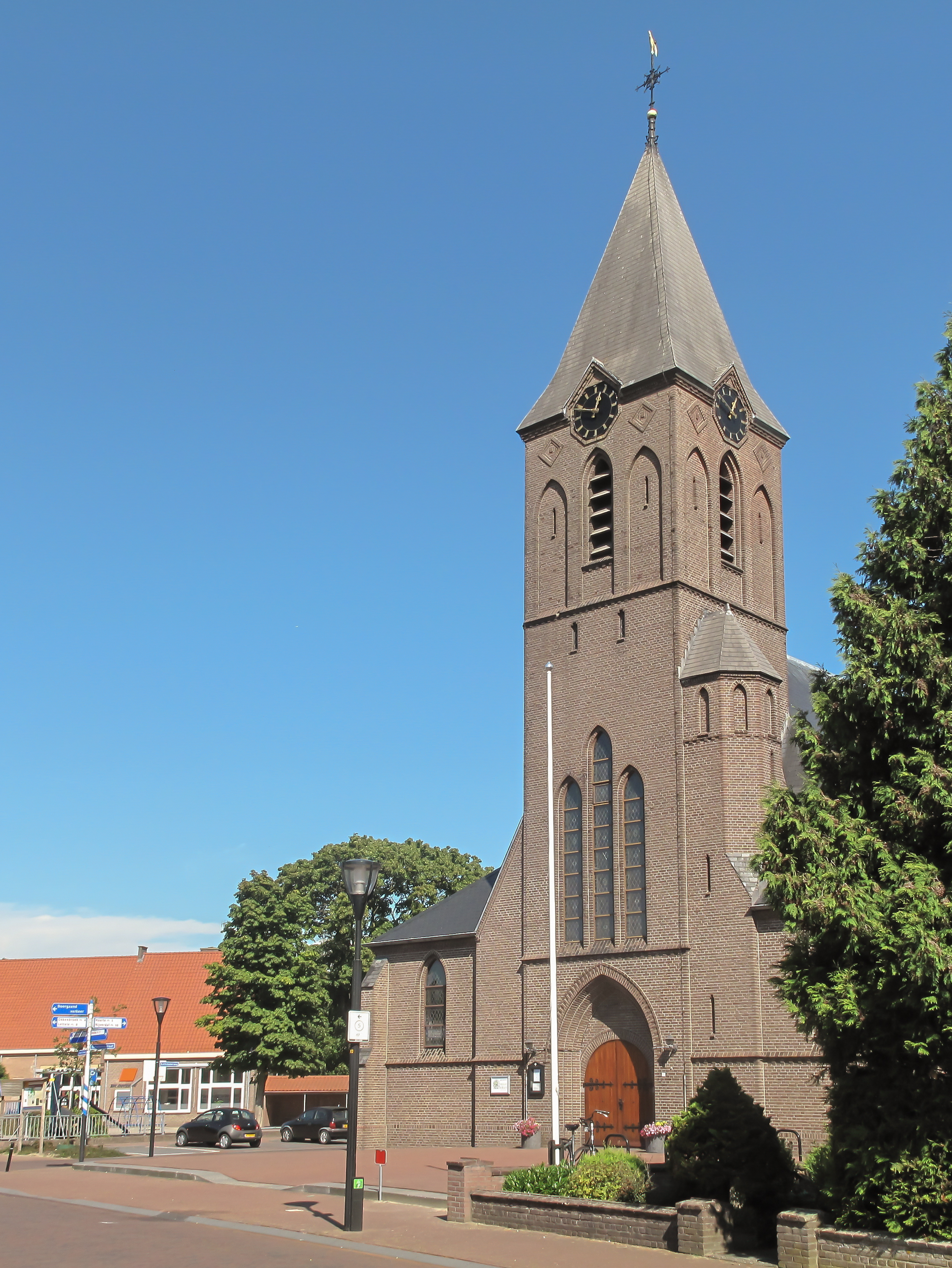

## أعلام
- ليون تير ويلين